# وایت اوک (کنتاکی)
وایت اوک (به انگلیسی: White Oak) یک منطقهٔ مسکونی در ایالات متحده آمریکا است که در شهرستان مورگان، کنتاکی واقع شده‌است. وایت اوک ۲۴۴٫۱۵ متر بالاتر از سطح دریا واقع شده‌است.